# Людвиг IX Богатый
Людовик IX Богатый (нем. Ludwig IX. der Reiche; 23 февраля 1417, Бургхаузен — 18 января 1479, Ландсхут) — герцог Баварско-Ландсхутский (1450—1479).

## Биография
Людвиг IX  родился  23 февраля 1417 года Бургхаузене в семье баварско-ландсхутского герцога Генриха XVI и Маргариты Австрийской, дочери Альбрехта IV. 
К управлению герцогством он приступил после смерти отца в 1450 году, и одним из первых его шагов было изгнание евреев (которых привлекла в герцогство политика по стимулированию развития бизнеса, проводившаяся Генрихом XVI); остаться дозволено было лишь тем, кто согласился принять христианство. Тем не менее, даже без еврейской общины герцогство оставалось очень богатым благодаря шахтам в Раттенберге и Кицбюэле: во время состоявшейся в 1452 году свадебной церемонии Людвиг за свой счёт в течение недели принимал 22 тысячи гостей с 9 тысячами лошадей.
Летом 1456 года на территории имперского города Динкельсбюль был повешен вор, схваченный на герцогской территории. Людвиг отправил в город полторы тысячи всадников, и добился почётных похорон повешенного и выплаты компенсации в тысячу гульденов. После этого он предъявил права на Донаувёрт, который с его точки зрения был несправедливо экспроприирован Людвигом VII. 8 октября 1458 года большая герцогская армия осадила город, который через одиннадцать дней сдался.
В 1459 году император Фридрих III за захват Донаувёрта наложил на Людвига имперскую опалу, и поручил Альбрехту Ансбахскому покарать преступника. Так разразилась Баварская война, и в 1463 году по Пражскому миру Донаувёрт был признан имперским городом.
В историю Людвиг IX вошёл также тем, что улучшал быт монастырей и старался поднять уровень духовенства. Важнейшее его дело — основание Ингольштадтского университета (1472 год).
Людовик IX умер 18 января 1479 года в Ландсхуте.

## Семья и дети
21 мая 1452 года Людвиг женился в Ландсхуте на Амалии, дочери саксонского курфюрста Фридриха II. У них было четверо детей:
- Елизавета (1452—1457)
- Георг (1455—1503)
- Маргарита (1456—1501), вышла замуж за пфальцского курфюрста Филиппа
- Анна (1462—1462)